# اشترویزلکوخن
اشترویزلکوخن (انگلیسی: Streuselkuchen) کیکی ساخته شده از خمیر مخمر است که با رویه خرده‌ای شیرین که به آن streusel گفته می‌شود، پوشیده شده‌است. مواد اصلی برای خرده نان، شکر، کره و آرد است که به نسبت ۱:۱:۲ مخلوط می‌شوند. ظاهراً این دستور غذا در منطقه سیلزی، سرچشمه گرفته‌است و در آشپزی آلمانی، آشپزی لهستانی و اشکنازی یهودی محبوب است.